# Fil·lostòmids

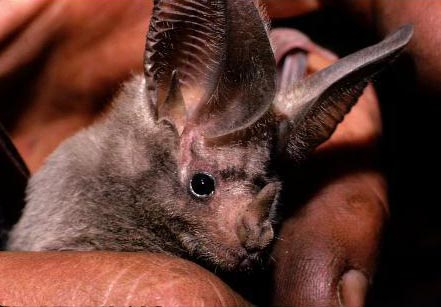
Macrotus californicus

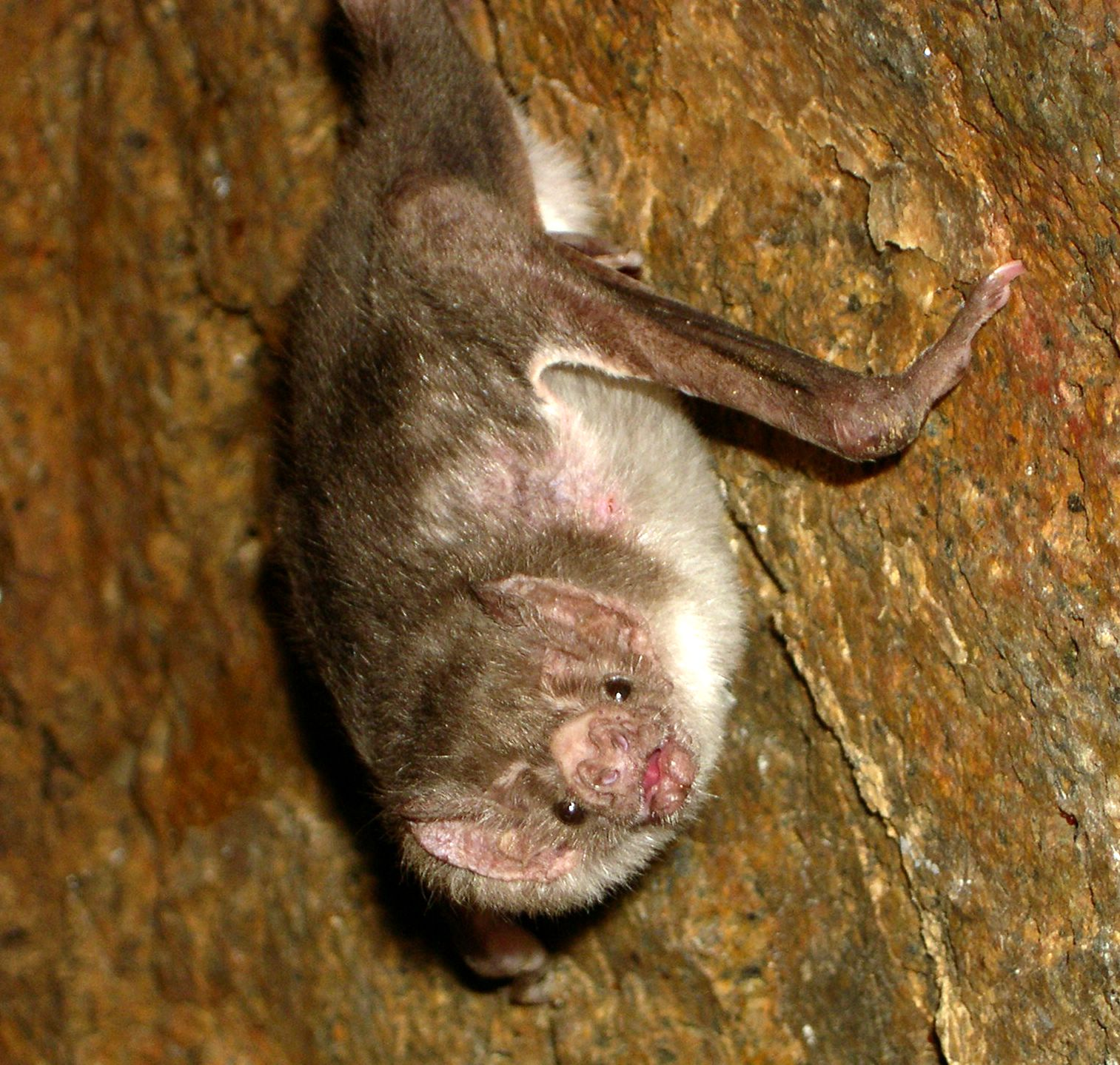
Vampir comú

Els fil·lostòmids (Phyllostomidae) són una família de ratpenats que es distribueixen des de Mèxic fins al nord de l'Argentina.

## Taxonomia
- Família: Phyllostomatidae
  - Subfamília: Brachyphyllinae
    - Brachyphylla

  - Subfamília: Carollinae
    - Carollia
    - Rhinophylla

  - Subfamília: Desmodontinae
    - Desmodus
    - Diaemus
    - Diphylla

  - Subfamília: Glossophaginae
    - Tribu Glossophagini
      - Anoura
      - Choeroniscus
      - Choeronycteris
      - Glossophaga
      - Hylonycteris
      - Leptonycteris
      - Lichonycteris
      - Monophyllus
      - Musonycteris
      - Scleronycteris

  - Subfamília: Lonchophyllinae
    - Tribu Hsunycterini
      - Hsunycteris

    - Tribu Lonchophyllini
      - Lionycteris
      - Lonchophylla
      - Platalina
      - Xeronycteris

  - Subfamília: Phyllonycterinae
    - Erophylla
    - Phyllonycteris

  - Subfamília: Phyllostominae
    - Tribu Lonchorhinini
      - Lonchorhina
      - Macrophyllum
      - Mimon

    - Tribu Micronycterini
      - Glyphonycteris
      - Lampronycteris
      - Macrotus
      - Micronycteris
      - Neonycteris
      - Trinycteris

    - Tribu Phyllostomini
    - Gardnerycteris
      - Phylloderma
      - Phyllostomus

    - Tribu Vampyrini
      - Chrotopterus
      - Lophostoma
      - Tonatia
      - Trachops
      - Vampyrum

  - Subfamília: Stenodermatinae
    - Tribu Stenodermatini
      - Ametrida
      - Ardops
      - Ariteus
      - Artibeus
      - Centurio
      - Chiroderma
      - Cubanycteris †
      - Dermanura
      - Ectophylla
      - Enchisthenes
      - Mesophylla
      - Phyllops
      - Platyrrhinus
      - Pygoderma
      - Sphaeronycteris
      - Stenoderma
      - Uroderma
      - Vampyressa
      - Vampyrodes

    - Tribu Sturnirini
      - Sturnira